# Ilona Burgrová
Ilona Burgrová (née le 15 mars 1984) à Hradec Králové (ancienne Tchécoslovaquie, actuelle République tchèque) est une joueuse tchèque de basket-ball de 1,96 m.

## Biographie
Avant de rejoindre la France, elle jouait en Championnat NCAA de basket-ball féminin pour les Gamecocks de la Caroline du Sud de l'Université de Caroline du Sud.
Après deux saisons à Bourges, dont un titre de champion la seconde saison, elle rejoint l'USK Prague.
Lors de la saison 2013-2014, Prague remporte le championnat et les play-offs en finissant la saison invaincu (41 victoires) et remporte de surcroît la Coupe de République tchèque.
Lors de la saison 2014-2015, USK Prague remporte l'Euroligue 72 à 68 face à l'UMMC Iekaterinbourg.

## Clubs
- 2009-2011 :  CJM Bourges[6]
- 2011- :  USK Prague

## Palmarès
- Médaille d'argent au Championnat du monde 2010[7]
- Championne de France LFB 2011
- Vainqueur de la Coupe de France en 2010
- Championne de République tchèque 2013[8], 2014[4]
- Coupe de la République tchèque 2014[4]
- Vainqueur de l'Euroligue 2015[5]